# Парці
Па́рці (рос. Парцы, ерз. Парцы) — присілок у складі Кадошкінського району Мордовії, Росія. Входить до складу Кадошкінського міського поселення.
Населення — 3 особи (2010; 11 у 2002).
Національний склад станом на 2002 рік:
- росіяни — 91 %